# Callan (televisieserie)
Callan was een Britse spionagereeks die uitgezonden werd door ITV van 8 juli 1967 tot en met 24 mei 1972. Er werden vier seizoenen ofwel 44 afleveringen geproduceerd.

## Verhaal
De serie draait rond David Callan, een agent van een geheime dienst die zich bezighoudt met binnenlandse veiligheidsdreigingen in het Verenigd Koninkrijk. Hoewel Callans fictieve "Section" verantwoordelijkheden heeft die vergelijkbaar zijn met die van de echte MI5, heeft deze fictieve "Section" carte blanche om de meest meedogenloze methoden te gebruiken. In de verhaallijnen vindt ondervraging plaats door middel van marteling, terwijl buitengerechtelijke executies zo routinematig zijn dat ze een kleurgecodeerd archiveringssysteem hebben.
Ondanks dat Callan een sociaal geisoleerde huurmoordenaar is, die zijn job blijft uitvoeren omdat het het enige is waar hij goed in is, is hij een sympathiek personage vergeleken met zijn vaak sadistische collega's uit de bovenklasse en zijn onverbiddelijke superieuren. De onopvallende dekmantel voor het hoofdkwartier van de organisatie is een schroothandel in een voormalige school, eigendom van "Charlie Hunter" (een alias die door elk van Callans superieuren wordt gebruikt).

## Rolverdeling
| Acteur            | Personage                 | Opmerkingen    |
| ----------------- | ------------------------- | -------------- |
| Edward Woodward   | David Callan              |                |
| Russel Hunter     | Lonely                    |                |
| Ronald Radd       | Charlie Hunter            | seizoen 1      |
| Derek Bond        | Charlie Hunter            | seizoen 1 en 2 |
| Michael Goodliffe | Charlie Hunter            | seizoen 2      |
| William Squire    | Charlie Hunter            | seizoen 3 en 4 |
| Lisa Langdon      | Liz, Hunters secretaresse |                |
| Anthony Valentine | Toby Meres                |                |
| Clifford Rose     | Dr. Snell                 |                |
| Patrick Mower     | James Cross               | seizoen 3 en 4 |
| Geoffrey Chater   | Bishop                    | seizoen 3 en 4 |

## Afleveringen
De pilootaflevering, "A Magnum for Schneider", was een televisiestuk dat op 4 februari 1967 uitgezonden werd als onderdeel van ITV's anthologieserie Armchair Theatre. Op 8 juli 1967 volgde er een eerste seizoen van zes afleveringen. Het tweede seizoen van vijftien afleveringen startte op 8 januari 1969. Al deze afleveringen waren in zwart-wit opgenomen. Vanaf seizoen drie, dat startte op 8 april 1970 en uit negen afleveringen bestond, waren de afleveringen in kleur. Het vierde en laatste seizoen van dertien afleveringen werd vanaf 1 maart 1972 uitgezonden.
Nadat de serie stopgezet werd volgde er in 1974 nog een film die op hetzelfde verhaal gebaseerd was als de pilootaflevering en waarin Edward Woodward opnieuw in het personage van David Callan kroop. In 1981 werd de televisiefilm Wet Job uitgezonden, die een deel van de originele castleden van de televisieserie weer samenbracht en de saga afrondde met een positief einde voor Callan en Lonely.

## Prijzen en nominaties
- BAFTA TV Awards
  - 1970: BAFTA TV Award in de categorie "beste acteur" voor Edward Woodward[2]
  - 1970: Nominatie in de categorie "beste dramaserie" voor Reginald Collin[2]
  - 1970: Nominatie in de categorie "beste script" voor James Mitchell[2]
  - 1971: Nominatie in de categorie "beste dramaproductie" voor Reginald Collin[3]

## Trivia
- Van de 22 zwart-wit-afleveringen ontbreken er tien in de archieven, wellicht omdat de videobanden gewist werden of verloren gegaan zijn. Ook de video-opname van de pilootaflevering ontbreekt, maar de pilootaflevering bestaat nog wel als een 16mm-filmopname van de originele zwart-wit-televisie-uitzending.[1]
- Alle nog bestaande zwart-wit-afleveringen werden in 2010 uitgebracht op dvd,[4] net als alle afleveringen in kleur.[5]
- In de jaren 80 speelde Edward Woodward de hoofdrol in de Amerikaanse televisieserie The Equalizer. Deze serie had een vergelijkbare plot: Woodward gaf gestalte aan een voormalig medewerker van de geheime dienst die mensen in nood te hulp schiet, maar die van zijn voormalige superieuren herhaaldelijk geheime missies krijgt toegewezen.[1]